# Wareng (Butuh)
Wareng is een bestuurslaag in het regentschap Purworejo van de provincie Midden-Java, Indonesië. Wareng telt 2624 inwoners (volkstelling 2010).